# おぉ!信州人
おぉ!信州人（おお!しんしゅうじん）は、長野県にあるANN（テレビ朝日）系列の放送局である長野朝日放送（abn）で放送されていた情報番組。

## 概要
2010年3月より、約3ヶ月置きに放送される不定期特番である。回によって、生放送で放送される回と、全編VTRとなる回がある。

主に、「国内・国外の1つの地域(国・県)をabnアナウンサーが旅し、その地域で頑張っている信州人(長野県出身者)に出会う」という企画が行われている。

本番組が放送される直前1週間には、PR番組が昼間・深夜を中心に複数回放送される。

2011年4月より、月1回の放送となることが発表され、放送曜日が月曜日から火曜日へと変更になった。

2015年4月より、4年ぶりに月曜日での放送に戻った。

18:54から放送される回は、前番組『abnステーション』からステブレレスで接続となる。通常18:55から放送されるミニ番組は、以下のとおりとなる。

月曜放送時…『ムッチュー　僕ら夢中っ子』は、19:54-20:00に変更となる。

火曜放送時…週替わりで放送の『エコでニコニコ』『都のかほり』は、放送休止となる。

2011年9月、2012年12月、2013年12月は放送されなかった。

## 放送リスト
| 放送回数 放送形態                | 放送日時                       | 副題名                                                                                         | 主な出演者 ★印はabnアナウンサー(放送日時点)                                         | 旅先 テーマ                                                                         | テレビ朝日系で放送された番組 長野朝日放送の対応                                       |
| -------------------------------- | ------------------------------ | ---------------------------------------------------------------------------------------------- | ----------------------------------------------------------------------------------- | ----------------------------------------------------------------------------------- | ------------------------------------------------------------------------------------- |
| 第1回 生放送                     | 2010年3月1日(月) 19:00-19:54   | グっとくる信州人 探して、ベトナム1800kmの旅                                                    | 熊木杏里・蔵田玲子★ 草田敏彦★                                                       | ベトナム                                                                            | 『報道発 ドキュメンタリ宣言』 放送なし                                                |
| 第2回 生放送                     | 2010年5月17日(月) 18:54-19:54  | 俳優・田中要次がめぐる映画王国「信州」 フィルムに込めた信州人の心意気                          | 田中要次                                                                            | 長野県 映画                                                                         | 『もしものシミュレーションバラエティー お試しかっ!』 2010年5月22日(土)に放送          |
| 第3回 生放送                     | 2010年8月16日(月) 18:54-19:54  | 伝説の男が今夜よみがえる!これが信州野球だ。 信州人は野球好きなのか? "信州人と野球"の関係を探る | 熊木杏里・草田敏彦★                                                                 | 長野県 野球                                                                         | 『もしものシミュレーションバラエティー お試しかっ!』 2010年8月21日(土)に放送          |
| 第4回 全編VTR                    | 2010年11月22日(月) 19:00-19:54 | 魚に恋した信州人 サケ・ブリ・マグロを求めて!現代のサカナ街道8000kmの旅                         | 島田秀平・草田敏彦★ 山岡秀喜★・冨岡美希★                                            | 北海道・大分県・和歌山県 魚                                                         | 『お試しかっ&Qさま!!豪華コラボ3時間SP』 20:00飛び乗りで放送                           |
| 第1回 再放送                     | 2010年12月28日(火) 14:00-15:55 | (第1回の再放送) 2010年-2011年の年末年始にかけて、テレビ朝日系列各局でも放送された。            | (第1回の再放送) 2010年-2011年の年末年始にかけて、テレビ朝日系列各局でも放送された。 | (第1回の再放送) 2010年-2011年の年末年始にかけて、テレビ朝日系列各局でも放送された。 | (第1回の再放送) 2010年-2011年の年末年始にかけて、テレビ朝日系列各局でも放送された。   |
| 第4回 再放送                     | 2010年12月29日(水) 14:00-15:55 | (第4回の再放送)                                                                                | (第4回の再放送)                                                                     | (第4回の再放送)                                                                     | (第4回の再放送)                                                                       |
| 第5回 全編VTR                    | 2011年2月21日(月) 19:00-19:54  | 蔵田玲子の台湾大活劇! わたし、スゴい信州人に出会っちゃいました                                 | 蔵田玲子★                                                                           | 台湾                                                                                | 『もしものシミュレーションバラエティー お試しかっ!』 2011年2月26日(土)に放送          |
| 第6回 生放送                     | 2011年4月19日(火) 18:54-19:54  | がんばろう栄村 がんばろう東北 復興に立ち上がる信州人たち                                       | 熊木杏里・草田敏彦★ 藤井学★・山岡秀喜★                                              | 長野県・岩手県・宮城県 震災                                                         | 『トリハダ（秘）スクープ映像100科ジテン』 2011年5月22日(日)16:30-17:25に放送          |
| 第7回 全編VTR                    | 2011年5月17日(火) 18:54-19:54  | グッとくる信州人をネパールで探せ!                                                              | 草田敏彦★                                                                           | ネパール                                                                            | 『トリハダ（秘）スクープ映像100科ジテン』 2011年5月22日(日)23:45-24:40に放送          |
| 第8回 全編VTR                    | 2011年6月21日(火) 18:54-19:54  | ラーメンの神様と呼ばれる男 ～信州人・山岸一雄の麺の道60年～                                    | 草田敏彦★・山岸一雄                                                                 | 東京都 ラーメン                                                                     | 『トリハダ（秘）スクープ映像100科ジテン』 放送なし                                    |
| 第9回 全編VTR                    | 2011年7月12日(火) 19:00-19:54  | 森と水と大地に生きる信州人に出会った! 千曲川チャリンコ放浪記                                   | 山岡秀喜★                                                                           | 長野県 千曲川                                                                       | 『トリハダ（秘）スクープ映像100科ジテン』 2011年8月13日(土)に放送                     |
| 第10回 全編VTR                   | 2011年8月23日(火) 19:00-19:54  | 海人になった信州人 ～沖縄・美しき島々を行く～                                                  | 草田敏彦★                                                                           | 沖縄県                                                                              | 『トリハダ（秘）スクープ映像100科ジテン』 放送なし                                    |
| (2011年9月は放送されなかった。)  |                                |                                                                                                |                                                                                     |                                                                                     |                                                                                       |
| 第11回 全編VTR                   | 2011年10月25日(火) 19:00-19:54 | ポテチの父はコイケさん ～あのヒット商品を生み出した信州人たち～                                | 松坂彰久★・平沢幸子★ 山岡秀喜★・もう中学生                                          |                                                                                     | 『トリハダ（秘）スクープ映像100科ジテン』                                             |
| 第12回                           | 2011年11月8日(火) 19:00-19:54  | インド漂流～混沌の大地に信州人を訪ねて～                                                       |                                                                                     |                                                                                     | 『トリハダ（秘）スクープ映像100科ジテン』                                             |
| 第13回                           | 2011年12月13日(火) 19:00-19:54 | 2011グッときた信州人 絆の里・栄村と再会の旅スペシャル                                          |                                                                                     |                                                                                     | 『トリハダ（秘）スクープ映像100科ジテン』                                             |
| 第14回                           | 2012年1月31日(火) 18:55-19:54  | 北信濃人情ほっこり珍道中～雪と生きる信州人に出会った～                                         |                                                                                     |                                                                                     | 『トリハダ（秘）スクープ映像100科ジテン』                                             |
| 第15回                           | 2012年2月21日(火) 18:55-19:54  | 酔いしれろ！信州人～銘酒の国を支える人々～                                                     |                                                                                     |                                                                                     | 『トリハダ（秘）スクープ映像100科ジテン』                                             |
| 第16回                           | 2012年3月6日(火) 18:55-19:54   | ブチョーのブラジル移住計画 希望の国の家族たち                                                  |                                                                                     |                                                                                     | 『トリハダ（秘）スクープ映像100科ジテン』                                             |
| 第17回                           | 2012年4月24日(火) 18:55-19:54  | 松本明子の善光寺門前ぶらぶら歩き～商店街に笑顔をたずねて～                                     |                                                                                     |                                                                                     | 『トリハダ（秘）スクープ映像100科ジテン』                                             |
| 第18回                           | 2012年5月15日(火) 18:55-19:54  | 信州秘境滞在記～北信濃と南信州で元気な信州人に出会った～                                       |                                                                                     |                                                                                     | 『トリハダ（秘）スクープ映像100科ジテン』                                             |
| 第19回                           | 2012年6月5日(火) 18:55-19:54   | 賢さん松ちゃん 新緑の木曽路 お茶つぼ(珍)道中                                                   |                                                                                     |                                                                                     | 『トリハダ（秘）スクープ映像100科ジテン』                                             |
| 第20回                           | 2012年7月17日(火) 18:55-19:54  | 幸せの国ブータンで幸せな信州人みーつけた！                                                     |                                                                                     |                                                                                     | 『トリハダ（秘）スクープ映像100科ジテン』                                             |
| 第21回                           | 2012年8月28日(火) 18:55-19:54  | 北アルプス 常念から槍・穂高を縦走せよ！～夏山に生きる男たち～                                  |                                                                                     |                                                                                     | 『トリハダ（秘）スクープ映像100科ジテン』                                             |
| 第22回                           | 2012年9月4日(火) 18:55-19:54   | お達者ですヨ！全員集合 ラッシャー板前が渋温泉で名物ばあちゃんに出会った！                      |                                                                                     |                                                                                     | 『トリハダ（秘）スクープ映像100科ジテン』                                             |
| 第23回                           | 2012年10月16日(火) 18:55-19:54 | 北イタリアでブラボーな出会い旅                                                                 |                                                                                     |                                                                                     | 『トリハダ（秘）スクープ映像100科ジテン』                                             |
| 第24回                           | 2012年11月6日(火) 18:55-19:54  | ～麺に恋した信州人vol.2～ 信州発！あんかけ焼きそばのルーツをたどれ！                           |                                                                                     |                                                                                     | 『トリハダ（秘）スクープ映像100科ジテン』                                             |
| (2012年12月は放送されなかった。) |                                |                                                                                                |                                                                                     |                                                                                     |                                                                                       |
| 第25回                           | 2013年1月15日(火) 18:55-19:54  | 信州秘境滞在記Vol.2 県境に生きる！ 豪雪・秋山郷の暮らしと天龍村・坂部の冬祭り                  |                                                                                     |                                                                                     | 『トリハダ（秘）スクープ映像100科ジテン』                                             |
| 第26回                           | 2013年2月9日(土) 16:00-17:25   | もう一度会いたい 「あの人」「あの味」「あの言葉」 ～涙と笑いの4年目突入スペシャル              |                                                                                     |                                                                                     |                                                                                       |
| 第27回                           | 2013年3月12日(火) 18:55-19:54  | みんな夢を抱いて上京したんだ。泣いた！笑った！東京の信州人 －お笑い界の開拓者たち－            |                                                                                     |                                                                                     | 『トリハダ（秘）スクープ映像100科ジテン』 3時間SP 20:00飛び乗り                       |
| 第28回                           | 2013年4月16日(火) 18:55-19:54  | 人情＆旨さテンコ盛り！みんな大好き 家族食堂                                                    |                                                                                     |                                                                                     | 『トリハダ（秘）スクープ映像100科ジテン』 2時間SP 20:00飛び乗り                       |
| 第29回                           | 2013年5月28日(火) 18:55-19:54  | 賢さん松ちゃん 新緑の北信濃バイク旅 そしてラッ茶は一茶を追った！                               |                                                                                     |                                                                                     | 『トリハダ（秘）スクープ映像100科ジテン』                                             |
| 第30回                           | 2013年6月18日(火) 18:55-19:54  | 新緑と残雪の大町を行く 北アルプスに挑んだ男たち                                                |                                                                                     |                                                                                     | 『トリハダ（秘）スクープ映像100科ジテン』                                             |
| 第31回                           | 2013年7月30日(火) 18:55-19:54  | 農家民宿の看板かあちゃん～信州流グリーンツーリズムのススメ～                                   |                                                                                     |                                                                                     | 『トリハダ（秘）スクープ映像100科ジテン』                                             |
| 第32回                           | 2013年8月6日(火) 18:55-19:54   | カレーなる信州人！～信州カレーの軌跡を追う！～                                                 |                                                                                     |                                                                                     | 『トリハダ（秘）スクープ映像100科ジテン』                                             |
| 第33回                           | 2013年9月19日(木) 18:55-19:54  | ドコでやる？信州でしょ!! おやき＆アメカジ ときどきラーメン コレが私の生きる道                  |                                                                                     |                                                                                     | 『列島警察捜査網 THE追跡』 20:00飛び乗り                                              |
| 第34回                           | 2013年10月29日(火) 18:55-19:54 | 愛情ふっくら！人情パン屋                                                                       |                                                                                     |                                                                                     | 『トリハダ（秘）スクープ映像100科ジテン』 2時間SP 20:00飛び乗り                       |
| 第35回                           | 2013年11月26日(火) 18:55-19:54 | ほっこり温まる晩秋のふるさと そば・うどんに恋した信州人                                        |                                                                                     |                                                                                     | 『トリハダ（秘）スクープ映像100科ジテン』 3時間SP 20:00飛び乗り                       |
| (2013年12月は放送されなかった。) |                                |                                                                                                |                                                                                     |                                                                                     |                                                                                       |
| 第36回                           | 2014年1月28日(火) 18:55-19:54  | 湯けむり探訪 秘湯旅館と新米女将の情熱温泉                                                      |                                                                                     |                                                                                     | 『トリハダ（秘）スクープ映像100科ジテン』 2時間SP 20:00飛び乗り                       |
| 第37回                           | 2014年2月11日(火) 18:55-19:54  | 信州が生んだ漫画界の風雲児たち！ 武論尊 井浦秀夫 たがみよしひさ                                |                                                                                     |                                                                                     | 『トリハダ（秘）スクープ映像100科ジテン』 3時間SP 20:00飛び乗り                       |
| 第38回                           | 2014年3月4日(火) 18:55-19:54   | 信州に嫁いだ外国人妻 ハッスル母ちゃん奮闘記                                                    |                                                                                     |                                                                                     | 『トリハダ（秘）スクープ映像100科ジテン』 2時間SP 20:00飛び乗り                       |
| 第39回                           | 2014年4月22日(火) 18:54-19:49  | 地獄谷物語 ～サルに恋した男たち 秘湯を守る女たち～                                             |                                                                                     |                                                                                     | 『林修の今でしょ!講座』                                                               |
| 第40回                           | 2014年5月20日(火) 18:54-19:49  | coba 音楽と食の大地！アコーディオンを変えた男が信州を喰らう                                    |                                                                                     |                                                                                     | 『林修の今でしょ!講座』                                                               |
| 第41回                           | 2014年6月10日(火) 18:54-19:49  | 人情＆旨さテンコ盛り！ みんな大好き家族食堂2                                                   |                                                                                     |                                                                                     | 『林修の今でしょ!講座』                                                               |
| 第42回                           | 2014年8月5日(火) 18:54-19:49   | 信濃の国の水の民！川漁師と船大工の夏                                                           |                                                                                     |                                                                                     | 『林修の今でしょ!講座』 2時間SP 20:00飛び乗り                                         |
| 第43回                           | 2014年9月2日(火) 18:54-19:49   | 人情ローカルスーパー 本日特バン！                                                              |                                                                                     |                                                                                     | 『林修の今でしょ!講座』                                                               |
| 第44回                           | 2014年10月21日(火) 18:54-19:49 | 戸隠小舎物語 ～紅葉のふるさと・自然と暮らす家族～                                              |                                                                                     |                                                                                     | 『ロンドンハーツ』 3時間SP 20:00飛び乗り                                              |
| 第45回                           | 2014年11月4日(火) 18:54-19:49  | 名物おばあちゃんのラーメン屋! ふくや!白水!万両!                                                |                                                                                     |                                                                                     | 『林修の今でしょ!講座』                                                               |
| 第46回                           | 2014年12月27日(土) 15:00-15:55 | 年忘れない会2014 漬け物名人と出会う旅                                                          |                                                                                     |                                                                                     |                                                                                       |
| 第47回                           | 2015年1月13日(火) 18:54-19:49  | やったぜ!J1 松本山雅オレたちの伝説 ～夢を追い続ける男たち～                                    |                                                                                     |                                                                                     | 『林修の今でしょ!講座』                                                               |
| 第48回                           | 2015年2月10日(火) 18:54-19:49  | 野沢温泉で命をつなぐ男と女! 火祭りと伝説の酒宴復活！                                           |                                                                                     |                                                                                     | 『林修の今でしょ!講座』 2時間SP 20:00飛び乗り                                         |
| 第49回                           | 2015年3月10日(火) 18:54-19:49  | ～渋・湯田中&白馬～ これぞ最高の“おもてなし”世界が驚いた信州の情熱温泉                         |                                                                                     |                                                                                     | 『林修の今でしょ!講座』                                                               |
| 第50回                           | 2015年4月27日(月) 19:00-19:54  | ハッキヨイ御嶽海！！ ～ 木曽の星☆大道久司 春の初陣物語 ～                                      |                                                                                     |                                                                                     | 『「ぶっちゃけ寺」「しくじり先生」「Qさま!!」 月曜3番組合体スペシャル』 20:00飛び乗り |
| 第51回                           | 2015年5月4日(月) 19:00-19:54   | みんな大好き家族食堂3 善光寺門前 御開帳だよ おふくろさん                                       |                                                                                     |                                                                                     | 『お坊さんバラエティ ぶっちゃけ寺』                                                   |
| 第52回                           | 2015年6月1日(月) 19:00-19:54   | おもしろ偉人伝 あっぱれ真田三代記                                                              |                                                                                     |                                                                                     | 『お坊さんバラエティ ぶっちゃけ寺』 3時間SP 20:00飛び乗り                             |
| 第53回                           | 2015年7月13日(月) 19:00-19:54  | もうすぐ土用の丑の日ですネ 信州のうなぎを巡る冒険 これがオレの“かば焼き”だ！                   |                                                                                     |                                                                                     | 『世界警察捜査網 THE追跡』 20:00飛び乗り                                              |
| 第54回                           | 2015年8月3日(月) 19:00-19:54   | 恐竜公園にかけた夢 動物園によせる愛 ～長野市茶臼山に遊びにおいで！～                           |                                                                                     |                                                                                     | 『しくじり先生 俺みたいになるな!!』 2時間SP 20:00飛び乗り                             |
| 第55回                           | 2015年9月7日(月) 19:00-19:54   | 移動販売がやってくる！山道越えてどこまでも！                                                   |                                                                                     |                                                                                     | 『ぶっちゃけ寺&Qさま!! 合体3時間SP』 20:00飛び乗り                                    |
| 第56回                           | 2015年10月19日(月) 19:00-19:54 | 信州から全国へ! フルーツ王国の開拓者たち                                                       |                                                                                     |                                                                                     | 『ぶっちゃけ寺&Qさま!! 合体3時間SP』 20:00飛び乗り                                    |
| 第57回                           | 2015年11月9日(月)              |                                                                                                |                                                                                     |                                                                                     |                                                                                       |
| 第58回                           | 2016年1月25日(月)              |                                                                                                |                                                                                     |                                                                                     |                                                                                       |
| 第59回                           | 2016年2月22日(月)              |                                                                                                |                                                                                     |                                                                                     |                                                                                       |
| 第6回                            | 2016年3月14日(月)              |                                                                                                |                                                                                     |                                                                                     |                                                                                       |